# MANIAC
Le MANIAC (pour Mathematical Analyzer, Numerical Integrator, and Computer or Mathematical Analyzer, Numerator, Integrator, and Computer, soit en français analyseur mathématique, intégrateur numérique et ordinateur) est un ordinateur primitif construit sous la direction de Nicholas Metropolis au laboratoire national de Los Alamos. Il est basé sur l'architecture de von Neumann de la machine IAS, mise au point par John von Neumann. Comme tous les ordinateurs de cette époque, cette machine ne pouvait pas partager des programmes avec d'autres machines (même des machines de type IAS). Metropolis a choisi le nom de MANIAC en espérant arrêter l'apparition d'acronymes absurdes bien qu'il semble que von Neumann lui ait suggéré ce nom.
La première tâche à laquelle il faut assigner fut d'effectuer des calculs plus exacts et plus complets des mécanismes qui régissent les réactions nucléaires.
Les premiers essais réussis du MANIAC eurent lieu en mars 1952, et il fut définitivement éteint le 15 juillet 1958. Le MANIAC II lui succède en 1957.
Une troisième version, le MANIAC III fut construite à l'Institute for Computer Research de l'université de Chicago en 1964.
On trouve un ordinateur appelé MANIAC I dans le film de science-fictionThe Magnetic Monster, bien que ce dernier ordinateur n'ait pas le même boitier que le véritable MANIAC I.